# Edith Windsor

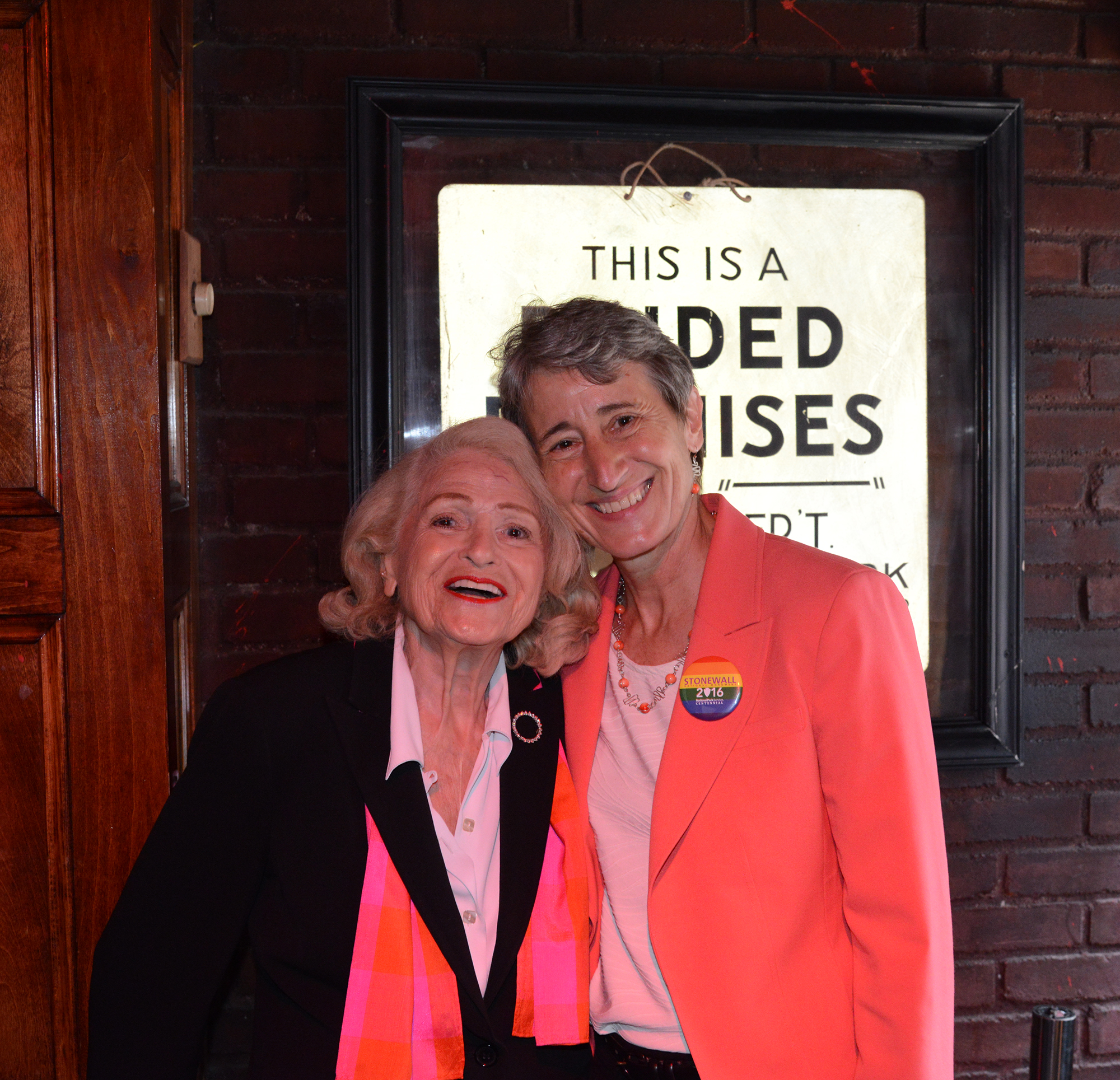
Windsor e Secretary of the Interior Sally Jewell

Edith "Edie" Windsor (Schlain; 20 de junho de 1929 - 12 de setembro de 2017) foi uma ativista americana pelos direitos LGBT e gerente de tecnologia da IBM. Em 2013, ela foi a autora principal no caso United States v. Windsor, na Suprema Corte dos Estados Unidos que anulou Seção 3 da Defesa do Ato do Casamento.  Essa vitória legal foi considerada um marco para o movimento pelo casamento igualitário nos Estados Unidos. O Governo Obama e as agências federais estenderam direitos e benefícios aos casais do mesmo sexo por causa da decisão.

## Infância e educação
Windsor nasceu na Filadélfia em Pensilvânia. Filha de James e Celia Schlain, uma família de imigrantes judeus russos de  baixa renda. Ela era a mais nova dos três filhos. Durante sua infância, sua família sofreu o impacto da Grande Depressão,  seu pai perdeu sua propriedade: sobrado onde moravam no andar de cima e no andar de baixo a loja de doces e sorvetes. Na escola, ela chegou a sofrer antissemitismo. Durante a escola, ela namorou garotos de sua idade, mas disse mais tarde que se lembra de ter paixões por garotas
Windsor recebeu seu diploma de bacharel na Temple University em 1950. Em 1955, ela começou a fazer um mestrado em matemática  na New York University em 1957. Ela então ingressou na IBM, onde trabalhou pelos próximos dezesseis anos. Durante esse tempo, ela passou dois semestres estudando matemática aplicada na Universidade de Harvard com uma bolsa da IBM

## Carreira
Enquanto frequentava a New York University, Windsor trabalhou para o departamento de matemática da universidade, inserindo dados em seu UNIVAC. Também trabalhou como programadora na Combustion Engineering, Inc..
Depois de receber seu diploma de mestrado em matemática em 1957 pela New York University, Windsor começou a trabalhar em posições técnicas e gerenciais sênior na IBM em 1958. Seu trabalho na IBM estava principalmente relacionado à arquitetura de sistemas e implementação de sistemas operacionais e processadores de linguagem natural. Windsor começou sua carreira na IBM como programadora de mainframe. Em maio de 1968, ela obteve o título designando a posição técnica de mais alto nível na IBM, Programadora de Sistemas Sênior. Windsor trabalhou na IBM por 16 anos e era bem conhecida na IBM por suas "habilidades de depuração de alto nível". Ela recebeu o primeiro IBM PC, entregue na cidade de Nova York. No entanto, a empresa rejeitou seu formulário de seguro nomeando sua parceira Thea Spyer como beneficiária. Windsor também auxiliou a Comissão de Energia Atômica, chegou a ser  investigada pelo FBI, Windsor temeu que fosse por causa de sua homossexualidade escondida. Mais tarde, ela descobriu que era por causa dos laços de sua irmã com o Sindicato dos Professores
Em 1975, Windsor deixou a IBM e se tornou a presidente fundadora da PC classics, uma empresa de consultoria especializada em projetos de desenvolvimento de software. Durante esse período como consultora, Windsor ajudou muitos grupos LGBTQ a se tornarem "alfabetizados em tecnologia". Ela ajudou muitas organizações LGBTQ a informatizar seus sistemas de correio.

## Vida pessoal
Saul Windsor era o melhor amigo do irmão mais velho de Edith, que ela conhecia há muitos anos e respeitava. Eles foram para a faculdade juntos e, durante o terceiro ano, Saul propôs casamento a Edith e ela aceitou. O relacionamento deles terminou em um momento durante o noivado, quando Edith se apaixonou por uma colega de classe. No entanto, depois que Edithd ecidiu que não queria viver a vida como lésbica, eles se reconciliaram e se casaram após a formatura, em maio de 1951. Eles se divorciaram menos de um ano depois, em 3 de março de 1952 e ela confidenciou a ele que queria  estar com mulheres Pouco depois de seu divórcio, Edith deixou a Filadélfia e foi para a cidade de Nova York.
Edith Windsor conheceu Thea Spyer, uma psicóloga nascida em Amsterdã, em 1963 em Portofino, um restaurante em Greenwich Village. Quando eles se conheceram, cada uma já estava em um relacionamento. Elas ocasionalmente se viam em eventos durante os dois anos seguintes, mas foi só em uma viagem ao East End de Long Island no final da primavera de 1965 que elas começaram a namorar. Para ajudar a manter o relacionamento em segredo de seus colegas de trabalho, Edith Windsor inventou um relacionamento com o irmão fictício de Spyer, o Willy - que, na verdade era uma boneca de infância pertencente a Edith Windsor - para explicar os telefonemas de Spyer para o escritório. Em 1967, Spyer pediu a Windsor em casamento, embora ainda não fosse legal em nenhum lugar dos Estados Unidos. Temendo que um anel de noivado tradicional pudesse expor a orientação sexual de Windsor para seus colegas de trabalho, Spyer propôs um alfinete circular de diamante
Seis meses depois de ficarem noivas, Windsor e Spyer se mudaram para um apartamento em Greenwich Village. Em 1968, elas compraram juntas uma pequena casa em Long Island, onde passaram as férias nos quarenta verões seguintes. O casal costumava fazer viagens nos Estados Unidos e em outros países. Elas também se divertiam em sua casa, com Spyer preparando as refeições, incluindo uma celebração anual de fim de semana do Memorial Day de seu aniversário
Em 1977, Spyer foi diagnosticada com esclerose múltipla progressiva. A doença causou uma paralisia gradual, mas sempre crescente. Windsor usou sua aposentadoria precoce para se tornar uma cuidadora em tempo integral de Spyer, e o casal continuou a ajustar seu comportamento diário para se acomodar.
Windsor e Spyer firmaram uma parceria doméstica na cidade de Nova York em 1993. Registrando-se no primeiro dia disponível, eles receberam o certificado número oitenta.
Spyer sofreu um ataque cardíaco em 2002 e foi diagnosticadoacom estenose aórtica. Em 2007, seus médicos disseram que ela tinha menos de um ano de vida. Nova York ainda não havia legalizado o casamento entre pessoas do mesmo sexo, então o casal optou por se casar em Toronto, Canadá, em 22 de maio de 2007, sob a presidência do primeiro juiz abertamente gay do Canadá, juiz Harvey Brownstone. E também com a ajuda de um cineasta-ativista pelo casamento igualitário, que tinha conhecimento das leis em ambos os países. Um anúncio de seu casamento foi publicado no The New York Times. Spyer morreu de complicações relacionadas à sua condição cardíaca em 5 de fevereiro de 2009. Após a morte de Spyer, Windsor foi hospitalizada com cardiomiopatia de estresse
Em 26 de setembro de 2016, Windsor se casou com Judith Kasen na prefeitura de Nova York. Na época do casamento, Windsor tinha 87 anos e Kasen tinha 51 anos.
Windsor também era membro da sinagoga não denominacional, a Congregação Beit Simchat Torá, dita a maior sinagoga LGBT do mundo
Em outubro de 2019, o livro de memórias de Windsor A Wild and Precious Life foi publicado pela St. Martin's Press. A escrita foi iniciada antes da morte de Windsor em 2017 e foi concluída por seu coautor Joshua Lyon. Também foi lançado como um livro em áudio, lido por Donna Postel e Joshua Lyon

## Ativismo

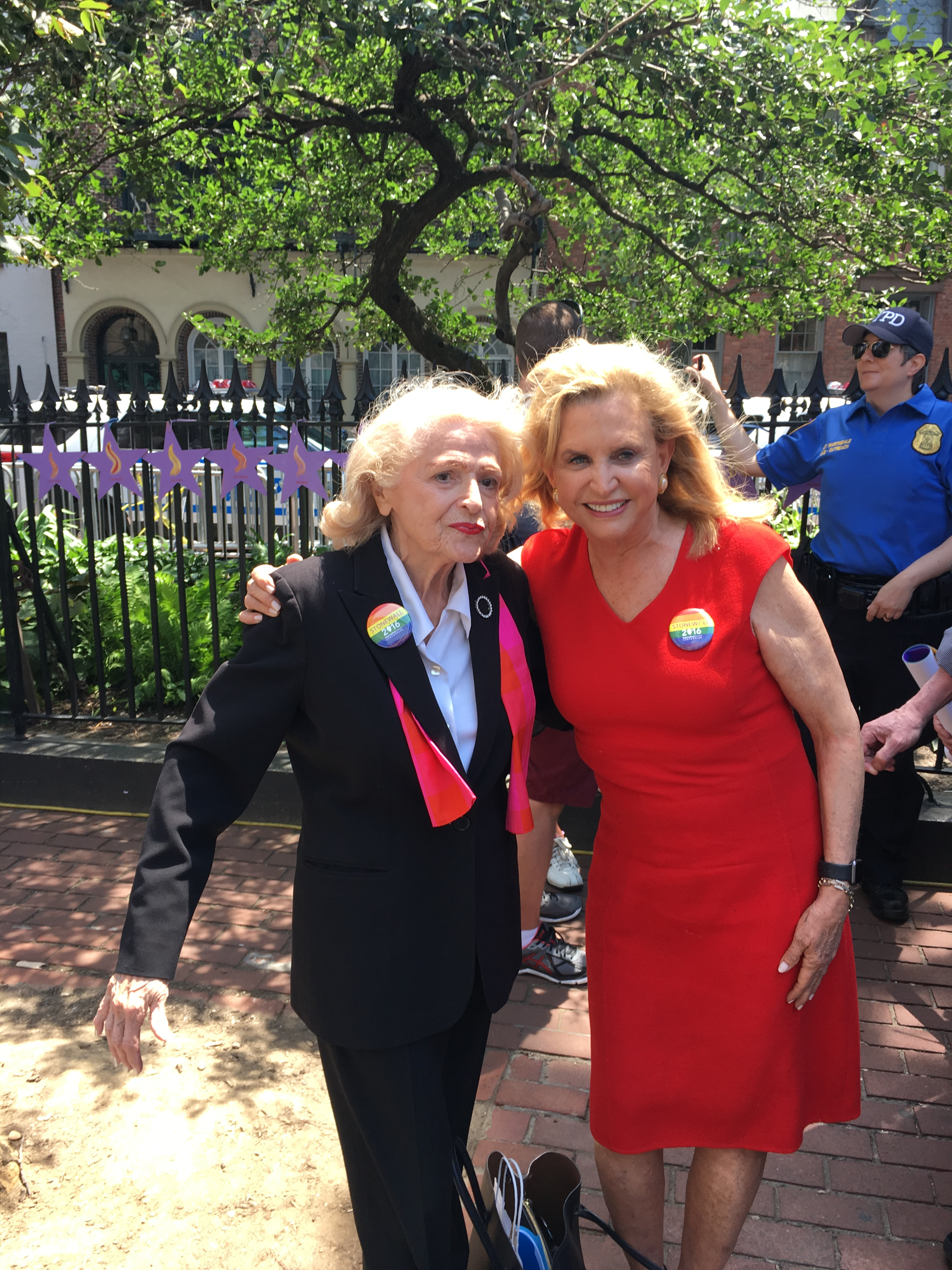
Windsor com Carolyn Maloney em 2016

Em junho de 1969, Windsor e Spyer voltaram de férias na Itália para descobrir que os motins de Stonewall haviam começado na noite anterior. Nos anos seguintes, o casal participou publicamente de marchas e eventos LGBT. Elas também emprestaram seu Cadillac conversível para organizações de direitos LGBT.
Após sua saída da IBM em 1975, ela aumentou seu envolvimento com organizações LGBT. Ela foi voluntária para o Gay & Lesbian Advocates & Defenders: East End Gay Organization, o LGBT Community Center, 1994 Gay Games New York, e ajudou a fundar Old Queers Acting Up, um grupo de improvisação que utilizava esquetes para tratar de questões de justiça social. Ela atuou no conselho de Serviços e Advocacy para GLBT Elders (SAGE) de 1986 a 1988 e novamente de 2005 a 2007
Windsor continuou a ser uma defensora pública do casamento entre pessoas do mesmo sexo nos anos que se seguiram ao caso United States vs. Windsor. Ela ajudou a senadora Dianne Feinstein e o representante Jerrold Nadler a apresentar a Lei de Respeito ao Casamento em uma coletiva de imprensa em Washington, DC em 2011. Ela também foi uma defensora proeminente do grupo de direitos LGBT israelense: A Wider Bridge. Em 2013, a revista Time nomeou Windsor como finalista para seu prêmio de Personalidade do Ano, perdendo apenas para o Papa Francisco. Depois  ela se tornou uma defensora fervorosa da maior banda LGBTQ + da cidade de Nova York, oLesbian & Gay Big Apple Corps, chamando-os de "sua banda". Eles realizaram um concerto chamado The Roaring Music of Women: A Tribute to the Iconic Edie Windsor em sua homenagem no sábado, 7 de abril de 2018.

## Estados Unidos v. Windsor
Após a morte de Spyer em 5 de fevereiro de 2009, Windsor tornou-se o executora e única beneficiária da herança de Spyer, por meio de um compromisso revogável. Windsor foi obrigada a pagar $ 363.053 em impostos federais sobre a herança da propriedade de sua esposa. Se a lei federal reconhecesse a validade de seu casamento, Windsor teria se qualificado para uma dedução conjugal ilimitada e não pagaria impostos federais sobre o patrimônio
Windsor buscou reivindicar a isenção do imposto federal sobre o patrimônio para os cônjuges sobreviventes. Ela foi impedida de fazê-lo pela Seção 3 da Lei de Defesa do Casamento (DOMA) (codificada em 1 USC § 7), que estabelecia que o termo "cônjuge" só se aplicava aos casamentos entre um homem e uma mulher. O Internal Revenue Service descobriu que a isenção não se aplicava a casamentos do mesmo sexo, negou a reclamação de Windsor e obrigou-a a pagar $ 363.053 em impostos imobiliários.
Em 2010, Windsor abriu um processo contra o governo federal no Tribunal Distrital dos Estados Unidos para o Distrito Sul de Nova York, buscando um reembolso porque o DOMA escolheu casais legalmente casados do mesmo sexo para "tratamento diferenciado em comparação com outros casais em situação semelhante sem justificativa". Em 2012, a juíza Barbara S. Jones decidiu que a Seção 3 do DOMA era inconstitucional sob as garantias do devido processo da Quinta Emenda e ordenou que o governo federal emitisse o reembolso do imposto, incluindo juros. O Tribunal de Apelações do Segundo Circuito dos EUA afirmou em uma decisão 2–1 no final de 2012
A Suprema Corte dos EUA ouviu os argumentos orais no caso em março de 2013, e em 26 de junho daquele ano emitiu uma decisão 5-4 afirmando que a Seção 3 do DOMA era inconstitucional "como uma privação de liberdade da pessoa protegida pela Quinta Emenda .".

## Reconhecimento e Prêmios

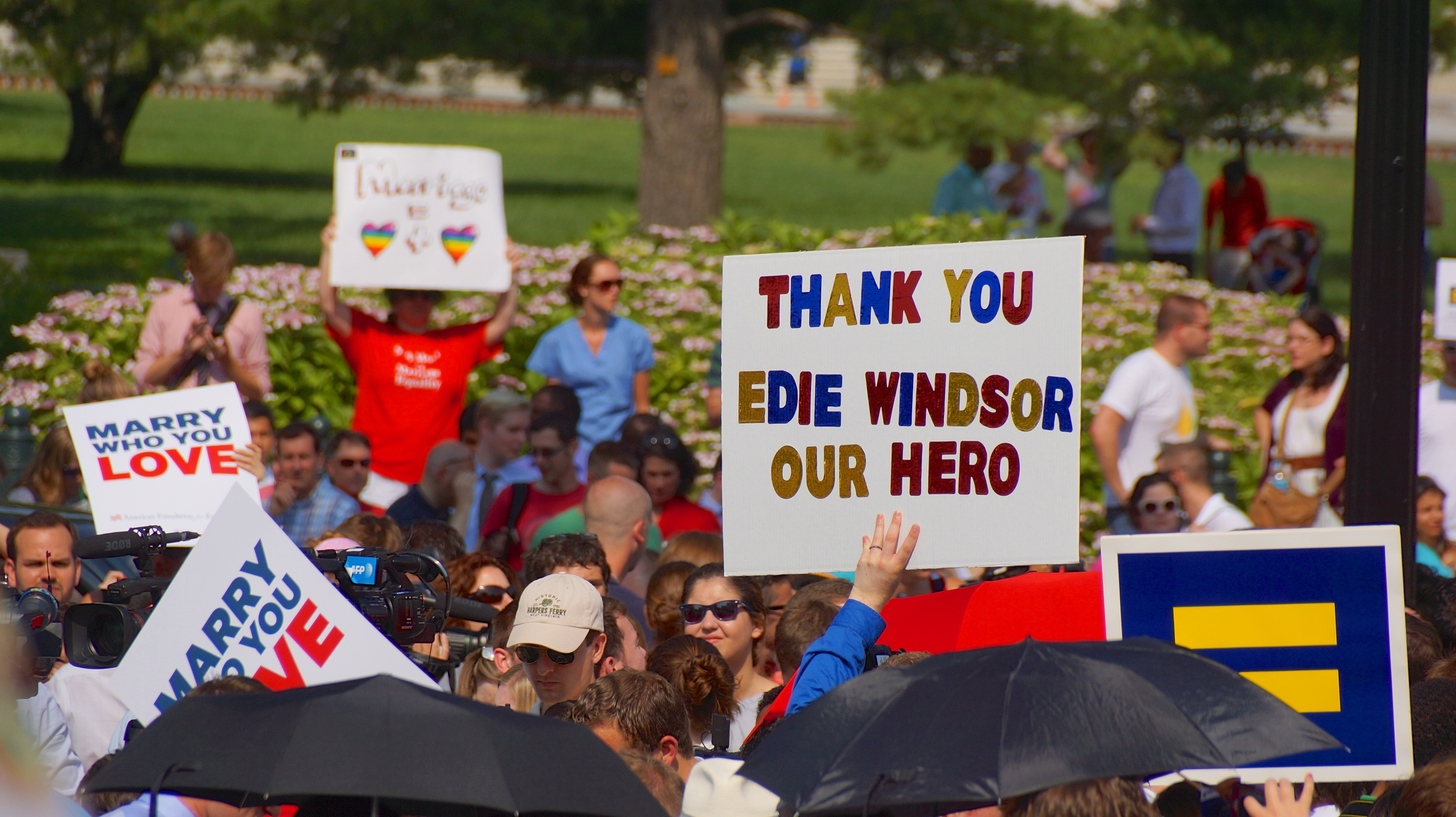
Cartazes em homenagem e gratidão a Windsor em uma manifestação pelo casamento igualitário

Windsor foi homenageada pela National Computing Conference em 1987 como um "pioneira em sistemas operacionais".
No aniversário de 70 anos de Windsor em 1999, o Fundo Edie Windsor para Velhas lésbicas foi presenteado a Windsor por Spyer e seus amigos. É mantido e administrado pela Open Meadows Foundation e oferece subsídios para projetos de e para lésbicas adultas.
Um documentário de 2009, Edie & Thea: A Very Long Engagement, de Susan Muska e Greta Olfsdottir documenta a vida e o casamento de Windsor e Spyer. O DVD do filme contém uma entrevista completa com o juiz Harvey Brownstone, o juiz canadense que oficiou o casamento de Windsor e Spyer.
Ela foi a Grande Marechal da Marcha do Orgulho LGBT de 2013 em Nova York.
Ela foi vice-campeã, para o Papa Francisco , em 2013 Time Person of the Year.
Windsor foi homenageada como Oito Mais de Oitenta Gala de 2014 do Novo Lar Judaico .
Em 22 de maio de 2014, ela recebeu o título de Doutor honorário em Letras Humanas da Universidade Johns Hopkins.
Em junho de 2014, Windsor voltou para Toronto, cidade onde se casou com Thea Spyer, para receber um prêmio no WorldPride. Enquanto em Toronto, ela apareceu no programa matinal nacional da CTV Television Network, Canada AM, com Harvey Brownstone, o juiz de Toronto que oficializou seu casamento.
Em 26 de junho de 2014, Windsor foi apresentado no LOGO Trailblazers 2014 da Logo TV.
Em 2016, Lesbians Who Tech iniciou o Edie Windsor Coding Scholarship Fund.
Em 2018, um quarteirão da South 13th Street na Filadélfia foi designado como Edie Windsor Way.
Em junho de 2019, Windsor foi um dos inaugurais cinquenta americanos "pioneiros, pioneiros e heróis" empossados na parede Nacional LGBTQ de honra dentro do monumento nacional Stonewall (SNM), em Nova York 's Stonewall Inn. O SNM é o primeiro monumento nacional dos Estados Unidos dedicado aos direitos e à história LGBTQ , enquanto a inauguração do Muro foi programada para ocorrer durante o 50º aniversário dos distúrbios de Stonewall.

Windsor recebeu vários prêmios relacionados ao seu trabalho em tecnologia e ativismo LGBT
| Prêmio Joyce Warshaw pelo conjunto de sua obra                                      | Serviços e defesa para idosos GLBT (SAGE)                            | 25 de outubro de 2010   |                                                             |
| Prêmio Pioneiro em Direito                                                          | Igualdade no casamento em Nova York                                  | 19 de maio de 2011      |                                                             |
| Medalha da Liberdade Roger Baldwin                                                  | American Civil Liberties Union                                       | 11 de junho de 2011     |                                                             |
| Prêmio do Conselho da Cidade de Nova York                                           | Câmara Municipal de Nova York                                        | 16 de junho de 2011     | Apresentado durante a celebração do Orgulho Gay do conselho |
| Edie Windsor e Thea Spyer Equality Award                                            | O LOFT                                                               | 2012                    |                                                             |
| Prêmio Susan B. Anthony                                                             | Organização Nacional para Mulheres da Cidade de Nova York            | 15 de fevereiro de 2012 |                                                             |
| Prêmio Visionário                                                                   | NewFest                                                              | 2012                    |                                                             |
| Prêmio Trailblazer                                                                  | Centro comunitário LGBT de Nova York                                 | 11 de abril de 2013     |                                                             |
| Prêmio Eugene J. Keogh por Serviço Público de Destaque na Universidade de Nova York | Universidade de Nova York                                            | 22 de maio de 2013      |                                                             |
| Medalha presidencial                                                                | Universidade de Nova York                                            | 24 de maio de 2013      |                                                             |
| Prêmio Mantendo a Fé                                                                | American Constitution Society for Law & Policy                       | 17 de setembro de 2013  |                                                             |
| Prêmio de Liderança Vitalícia                                                       | Força-Tarefa Nacional para Gays e Lésbicas                           | 8 de outubro de 2013    |                                                             |
| Prêmio Pioneiro da Democracia                                                       | Prêmio Eleanor Roosevelt Legacy                                      | 11 de outubro de 2013   |                                                             |
| Prêmio de Liderança Individual                                                      | PFLAG                                                                | 14 de outubro de 2013   |                                                             |
| Prêmio Alumni Achievement                                                           | Escola de Graduação em Artes e Ciências da Universidade de Nova York | 18 de outubro de 2013   |                                                             |
| Prêmio American Spirit para Ativismo Cidadão                                        | Prêmio Bom Comum                                                     | 13 de novembro de 2013  |                                                             |
| Out 100 - Prêmio pelo conjunto de sua obra                                          | Fora                                                                 | 13 de novembro de 2013  |                                                             |
| Prêmio Diamante Imperial para Visão - Apoio - Ativismo                              | Imperial Court System de Nova York                                   | 29 de março de 2014     |                                                             |
| Prêmio Ovation                                                                      | Olivia Cruises                                                       | 2014                    |                                                             |
| Prêmio Laurel Hester                                                                | Gay Officers Action League (GOAL) - Nova York                        | 25 de abril de 2014     |                                                             |
| Prêmio dos Direitos da Mulher                                                       | Federação Americana de Professores (AFT)                             | 14 de julho de 2014     |                                                             |
| Nomeado pelo Equality Forum como um dos 31 ícones do Mês da História LGBT de 2015   | Fórum da Igualdade                                                   | 2015                    |                                                             |

## Morte
Em 12 de setembro de 2017, a esposa de Windsor, Judith Kasen-Windsor, confirmou que Windsor havia morrido em Manhattan, mas não especificou uma causa. O ex-presidente dos EUA, Bill Clinton; o governador de Nova York, Andrew Cuomo; a senadora Dianne Feinstein da Califórnia e vários políticos e celebridades postaram palavras de homenagem em suas contas no Twitter. A ex-secretária de Estado Hillary Clinton falou em seu funeral.